# Prostitución en Angola
La prostitución en Angola es ilegal, pero no obstante prevalece desde los años 1990, con un aumento tras el final de la guerra civil en 2001. La prohibición no se aplica sistemáticamente. Muchas mujeres se dedican a la prostitución debido a la pobreza. Muchas mujeres namibias entran ilegalmente en el país, a menudo a través del municipio fronterizo de Curoca, y viajan a ciudades como Ondjiva, Lubango y Luanda para trabajar como prostitutas.
La prostitución está muy extendida en la provincia de Cabinda, rica en petróleo, donde trabajan muchos ciudadanos estadounidenses y extranjeros. Mujeres de la República Democrática del Congo y de la República del Congo cruzan la porosa frontera para ganar dinero en el enclave como prostitutas. Algunos policías de la zona son corruptos y deportan a las mujeres si no pagan los sobornos exigidos. El bar o burdel más famoso del enclave es Berlita, en la ciudad de Cabinda. La prostitución también es habitual en las zonas de extracción de diamantes.
El Ministerio de Familia y Promoción de la Mujer (MINFAMU) mantiene un centro de acogida para mujeres en la capital, Luanda, abierto a antiguas prostitutas
La prostitución infantil es un problema en el país.

## Copa Africana de Naciones 2010
Angola acogió la Copa Africana de Naciones 2010. Se temía que el aumento de la demanda de prostitutas por parte de los aficionados visitantes provocara un aumento de la trata de personas. En dicha previsión, se aprobó una ley contra la trata y se llevó a cabo una campaña de concienciación pública basada en el fútbol.
La propagación de las enfermedades de transmisión sexual y el VIH eran motivo de preocupación. En un principio, el Comité Organizador trató de retirar a todas las prostitutas de las ciudades que acogían los partidos, pero esto no resultó práctico. En colaboración con la Comisión de Salud de Angola, distribuyeron 5 millones de preservativos gratuitos en bares, hoteles y otros lugares estratégicos.

## Sida
Angola tiene una gran población infectada por el Sida. Sin embargo, tiene una de las tasas de prevalencia más bajas de la zona de África meridional. Los profesionales del sexo son un grupo de alto riesgo. ONUSIDA informó que había una prevalencia del 4,7 % entre los trabajadores sexuales en 2016, mientras la cifra entre la población adulta general era del 1,9 %.
La reticencia a utilizar preservativos es un factor que contribuye a ello. En 2016, ONUSIDA informó de un uso del preservativo del 82,6 % entre los profesionales del sexo. Algunos profesionales del sexo cobran el doble por mantener relaciones sexuales sin preservativo. Otro factor es que las numerosas prostitutas que se encuentran en el país de forma ilegal no tienen acceso a los servicios sanitarios.

## Tráfico sexual
Los traficantes de personas explotan a víctimas nacionales y extranjeras en Angola, y los traficantes explotan a víctimas de Angola en el extranjero. Niñas angoleñas de hasta 13 años son víctimas del tráfico sexual. Las zonas de Luanda, Benguela y las provincias fronterizas de Cunene, Lunda Norte, Namibe, Uíge y Zaire son las zonas más amenazadas por las actividades de los traficantes. Los traficantes explotan a mujeres y niños angoleños en el tráfico sexual en Sudáfrica, Namibia y países europeos, como Países Bajos y Portugal.
Las mujeres de Brasil, Cuba, República Democrática del Congo, Namibia y Vietnam que ejercen la prostitución en Angola pueden ser víctimas del tráfico sexual. Migrantes congoleños indocumentados, incluidos niños, entran en Angola para trabajar en los distritos mineros de diamantes, donde los traficantes explotan a algunos en el tráfico sexual en los campamentos mineros. Las redes de trata reclutan y transportan a niñas congoleñas de tan sólo 12 años desde Kasai Occidental, en el Congo, hasta Angola para el tráfico sexual.
La Oficina de Vigilancia y Lucha contra la Trata de Personas del Departamento de Estado de los Estados Unidos clasificó en 2019 a Angola como país de "nivel 2" en la lista de vigilancia.